# Antoine Tanzilli
Pour les articles homonymes, voir Tanzilli.
Antoine Tanzilli est un homme politique belge (Centre démocrate humaniste), né le 11 août 1980 à Charleroi. Il a également la nationalité italienne.

De 2007 à octobre 2012, il est échevin de la Ville de Charleroi. À la suite des élections communales d'octobre 2012, il est appelé à siéger au Parlement wallon et au Parlement de la Fédération Wallonie-Bruxelles.

## Carrière politique
- 2006 : conseiller communal à Charleroi
- Du 9 juillet 2007[1] au 3 décembre 2012 : échevin des finances, de la culture, de la nouvelle gouvernance, chargé de la régie foncière de la ville de Charleroi
- Depuis le 3 décembre 2012 : conseiller communal à Charleroi
- 20 février 2013 - 24 mai 2014: député au Parlement wallon et au Parlement de la fédération Wallonie-Bruxelles

## Formation
Antoine Tanzilli est Licencié en Droit de l’Université Catholique de Louvain et titulaire d’une spécialisation en Droit européen de l’Université libre de Bruxelles.